# Stabæk Fotball 2017
Questa voce raccoglie le informazioni riguardanti lo Stabæk Fotball nelle competizioni ufficiali della stagione 2017.

## Stagione
A seguito del 14º posto finale della precedente stagione e della vittoria nello spareggio salvezza contro il Jerv, lo Stabæk avrebbe affrontato il campionato di Eliteserien 2017, oltre al Norgesmesterskapet. Il 19 dicembre 2016 è stato compilato il calendario del nuovo campionato, che alla 1ª giornata avrebbe visto la squadra ospitare l'Aalesund, nel weekend dell'1-3 aprile 2016.
Il 7 aprile è stato sorteggiato il primo turno del Norgesmesterskapet 2017: lo Stabæk avrebbe fatto visita all'Holmlia. La squadra ha superato questo ostacolo ed anche Asker, Notodden ed Aalesund nei turni successivi, prima di arrendersi al Lillestrøm.
Lo Stabæk ha chiuso la stagione al 9º posto finale.

## Maglie e sponsor
Lo sponsor tecnico per la stagione 2017 è Macron, mentre lo sponsor ufficiale è stato SpareBank 1.

## Rosa
| N. |                           | Ruolo | Calciatore            |
| -- | ------------------------- | ----- | --------------------- |
| 1  | Costa d'Avorio (bandiera) | P     | Mandé Sayouba         |
| 2  | Venezuela (bandiera)      | C     | Ronald Hernández      |
| 3  | Norvegia (bandiera)       | D     | Morten Skjønsberg     |
| 4  | Norvegia (bandiera)       | C     | Tobias Ødegård        |
| 6  | Norvegia (bandiera)       | D     | Håkon Skogseid        |
| 7  | Ghana (bandiera)          | A     | Raymond Gyasi         |
| 8  | Norvegia (bandiera)       | C     | John Hou Sæter        |
| 8  | Francia (bandiera)        | C     | El Hadji Ba           |
| 9  | Norvegia (bandiera)       | A     | Sindre Mauritz-Hansen |
| 10 | Costa d'Avorio (bandiera) | A     | Franck Boli           |
| 11 | Norvegia (bandiera)       | C     | Moussa Njie           |
| 12 | Norvegia (bandiera)       | P     | Jacob Tredal          |
| 16 | Norvegia (bandiera)       | D     | Andreas Hanche-Olsen  |
| 17 | Norvegia (bandiera)       | D     | Ahmed El Amrani       |
| 18 | Norvegia (bandiera)       | D     | Jeppe Moe             |
| 20 | Stati Uniti (bandiera)    | A     | Rubio Rubin           |
| 20 | Inghilterra (bandiera)    | A     | Alex Nimely           |

| N. |                           | Ruolo | Calciatore            |
| -- | ------------------------- | ----- | --------------------- |
| 21 | Norvegia (bandiera)       | C     | Daniel Granli         |
| 22 | Svezia (bandiera)         | P     | John Alvbåge          |
| 22 | India (bandiera)          | P     | Gurpreet Singh Sandhu |
| 23 | Norvegia (bandiera)       | C     | Emil Bohinen          |
| 25 | Norvegia (bandiera)       | C     | Hugo Vetlesen         |
| 28 | Costa d'Avorio (bandiera) | C     | Luc Kassi             |
| 30 | Norvegia (bandiera)       | A     | Ola Brynhildsen       |
| 40 | Norvegia (bandiera)       | C     | Marius Østvold        |
| 42 | Norvegia (bandiera)       | D     | Tobias Børkeeiet      |
| 45 | Norvegia (bandiera)       | D     | Morten Renå Olsen     |
| 50 | Norvegia (bandiera)       | D     | Anders Johan Johansen |
| 50 | Norvegia (bandiera)       | A     | Oskar Johannes Løken  |
| 67 | Belgio (bandiera)         | C     | Tortol Lumanza        |
| 77 | Cina (bandiera)           | C     | Hongliang Tao         |
| 79 | Norvegia (bandiera)       | A     | Sebastian Pedersen    |
| 89 | Danimarca (bandiera)      | C     | Tonny Brochmann       |
| 99 | Norvegia (bandiera)       | C     | Ohi Omoijuanfo        |

## Calciomercato

### Sessione invernale(dal 01/01 al 31/03)
| Arrivi | Arrivi                | Arrivi   | Arrivi     |
| R.     | Nome                  | da       | Modalità   |
| ------ | --------------------- | -------- | ---------- |
| D      | Ahmed El Amrani       |          | svincolato |
| D      | Håkon Skogseid        |          | svincolato |
| C      | El Hadji Ba           |          | svincolato |
| C      | Tonny Brochmann       | Jerv     | definitivo |
| C      | Tortol Lumanza        |          | svincolato |
| C      | Tobias Ødegård        | HamKam   | definitivo |
| A      | Franck Boli           | Liaoning | definitivo |
| A      | Raymond Gyasi         | Cambuur  | definitivo |
| A      | Sindre Mauritz-Hansen | Asker    | definitivo |
| A      | Alex Nimely           |          | svincolato |

| Partenze | Partenze                  | Partenze       | Partenze      |
| R.       | Nome                      | a              | Modalità      |
| -------- | ------------------------- | -------------- | ------------- |
| P        | Simen Lillevik Kjellevold | Kongsvinger    | prestito      |
| D        | Birger Meling             | Rosenborg      | definitivo    |
| D        | Marcus Nilsson            |                | svincolato    |
| C        | Alanzinho                 |                | svincolato    |
| C        | Johan Andersson           |                | svincolato    |
| C        | Giorgi Gorozia            |                | svincolato    |
| C        | Cole Grossman             |                | svincolato    |
| A        | Edvard Linnebo Race       | Kongsvinger    | prestito      |
| A        | Mynor Escoe               | Saprissa       | fine prestito |
| A        | Muhamed Keita             | Lech Poznań    | fine prestito |
| A        | Agon Mehmeti              | Gençlerbirliği | definitivo    |

### Tra le due sessioni
| Arrivi | Arrivi | Arrivi | Arrivi   |
| R.     | Nome   | da     | Modalità |
| ------ | ------ | ------ | -------- |

| Partenze | Partenze    | Partenze | Partenze   |
| R.       | Nome        | a        | Modalità   |
| -------- | ----------- | -------- | ---------- |
| C        | El Hadji Ba | Sochaux  | definitivo |

### Sessione estiva(dal 20/07 al 16/08)
| Arrivi | Arrivi           | Arrivi           | Arrivi     |
| R.     | Nome             | da               | Modalità   |
| ------ | ---------------- | ---------------- | ---------- |
| P      | John Alvbåge     | IFK Göteborg     | prestito   |
| C      | Ronald Hernández | Zamora FC        | definitivo |
| C      | John Hou Sæter   | Rosenborg        | definitivo |
| C      | Hongliang Tao    | Shandong Taishan | definitivo |
| A      | Rubio Rubin      |                  | svincolato |

| Partenze | Partenze              | Partenze | Partenze   |
| R.       | Nome                  | a        | Modalità   |
| -------- | --------------------- | -------- | ---------- |
| P        | Gurpreet Singh Sandhu |          | svincolato |
| A        | Oskar Johannes Løken  | Raufoss  | definitivo |
| A        | Alex Nimely           |          | svincolato |

## Risultati

### Eliteserien

#### Girone di andata
| Arbitro: | Steen (Bergen) |

|                          |           |                |
| Omoijuanfo 14’, 20’, 50’ | Marcatori | 65’ Abdellaoue |

| Arbitro: | Saggi (Drammen) |

|                                             |           |            |
| Sayouba 19’ (aut.) Bye 46’, 55’ Koomson 75’ | Marcatori | 70’ Nimely |

| Arbitro: | Døvle (Larvik) |

|                         |           |  |
| Brochmann 74’ Kassi 90’ | Marcatori |  |

| Arbitro: | Hansen (Feda) |

|                                 |           |  |
| Omoijuanfo 32’ (rig.), 73’, 88’ | Marcatori |  |

| Arbitro: | Saggi (Drammen) |

|  |           |                                  |
|  | Marcatori | 5’ Omoijuanfo 40’, 42’ Brochmann |

| Arbitro: | Hafsås (Trondheim) |

|  |           |                                         |
|  | Marcatori | 43’ Kiss 53’ Huseklepp 83’ Hajradinović |

| Arbitro: | Steen (Bergen) |

|                  |           |               |
| Zahid 89’ (rig.) | Marcatori | 45’ Brochmann |

| Stabekk 13 maggio 2017, ore 16:00 8ª giornata | Stabæk       | 0 – 0 referto | Rosenborg | Nadderud Stadion (4.938 spett.)\| Arbitro: \| Hagen (Grue) \| |
| Arbitro:                                      | Hagen (Grue) |               |           |                                                               |

| Arbitro: | Hafsås (Trondheim) |

|                     |           |                              |
| Ulland Andersen 41’ | Marcatori | 35’ Brochmann 79’ Omoijuanfo |

| Arbitro: | Hansen (Feda) |

|                |           |            |
| Omoijuanfo 90’ | Marcatori | 42’ Appiah |

| Arbitro: | Hagenes (Flaktveit) |

|                                       |           |           |
| Toivio 4’ Brustad 37’ Sigurðarson 90’ | Marcatori | 58’ Kassi |

| Arbitro: | Hafsås (Trondheim) |

|                            |           |                                      |
| Skogseid 45’ Brochmann 46’ | Marcatori | 12’, 56’ Knudtzon 70’ Kippe 85’ Rafn |

| Arbitro: | Moen (Haugesund) |

|                                                         |           |  |
| Braaten 21’ Nouri 39’ Acosta 42’ Ba 65’ (aut.) Vega 88’ | Marcatori |  |

| Arbitro: | Hafsås (Trondheim) |

|            |           |                                |
| Nimely 55’ | Marcatori | 14’ Mendy 63’, 67’, 79’ Stokke |

| Arbitro: | Saggi (Drammen) |

|                     |           |                          |
| Kastrati 84’ (rig.) | Marcatori | 50’ Kassi 63’ Omoijuanfo |

#### Girone di ritorno
| Arbitro: | Hansen (Feda) |

|                                |           |  |
| Hanche-Olsen 2’ Omoijuanfo 60’ | Marcatori |  |

| Arbitro: | Hagen (Grue) |

|                                      |           |                              |
| Kind Mikalsen 81’ Næsbak Brenden 88’ | Marcatori | 36’ Brochmann 40’ Omoijuanfo |

| Arbitro: | Hafsås (Trondheim) |

|              |           |                                              |
| Skogseid 83’ | Marcatori | 17’ Kastrati 74’ Solberg Olsen 90’ Rodríguez |

| Arbitro: | Hansen (Feda) |

|                        |           |                          |
| Abdi 9’ Andreassen 40’ | Marcatori | 64’ Omoijuanfo 66’ Gyasi |

| Arbitro: | Hagen (Grue) |

|                                               |           |                             |
| Hou Sæter 16’ Kassi 57’ Omoijuanfo 74’ (rig.) | Marcatori | 61’ Sigurðarson 88’ Brustad |

| Arbitro: | Saggi (Drammen) |

|                       |           |                |
| Abdellaoue 78’ (rig.) | Marcatori | 36’ Omoijuanfo |

| Arbitro: | Hagenes (Flaktveit) |

|  |           |                                  |
|  | Marcatori | 21’ Pedersen 52’ Ulland Andersen |

| Arbitro: | Smehus Kringstad (Oslo) |

|                   |           |  |
| Øwre Gjertsen 14’ | Marcatori |  |

| Arbitro: | Hansen (Feda) |

|                                          |           |                    |
| Omoijuanfo 57’, 76’ Lumanza 60’ Boli 82’ | Marcatori | 37’, 45’ Grindheim |

| Arbitro: | Steen (Bergen) |

|                            |           |                         |
| Heintz 1’ Zachariassen 12’ | Marcatori | 27’ Njie 87’ Skjønsberg |

| Arbitro: | Moen (Haugesund) |

|          |           |                           |
| Boli 48’ | Marcatori | 23’ Gundersen 34’ Bakenga |

| Trondheim 29 ottobre 2017, ore 18:00 27ª giornata | Rosenborg           | 0 – 0 referto | Stabæk | Lerkendal Stadion (20.723 spett.)\| Arbitro: \| Hagenes (Flaktveit) \| |
| Arbitro:                                          | Hagenes (Flaktveit) |               |        |                                                                        |

| Arbitro: | Hafsås (Trondheim) |

|  |           |                                                         |
|  | Marcatori | 18’ Lumanza 20’, 23’ Boli 38’ Brochmann 83’ Brynhildsen |

| Arbitro: | Hagen (Grue) |

|                 |           |              |
| Brynhildsen 30’ | Marcatori | 56’ Soltvedt |

| Arbitro: | Skjerven (Kaupanger) |

|                    |           |  |
| Bringaker 25’, 52’ | Marcatori |  |

### Norgesmesterskapet
| Arbitro: | Hansen (Oslo) |

|  |           |                                                                                                   |
|  | Marcatori | 23’, 44’, 90’ Mauritz-Hansen 36’, 52’ Omoijuanfo 47’ Njie 48’ (aut.), 73’ (aut.) Ahmed 75’ Nimely |

| Arbitro: | Jonsson Trædal (Oslo) |

|  |           |                                                   |
|  | Marcatori | 49’, 72’, 73’ Mauritz-Hansen 54’ Kassi 90’ Nimely |

| Arbitro: | Haugen (Rælingen) |

|            |           |                                         |
| Hustad 25’ | Marcatori | 27’ Njie 107’ Ba 112’ Nimely 116’ Kassi |

| Arbitro: | Døvle (Larvik) |

|                                     |           |  |
| Gyasi 20’ Lumanza 41’ Brochmann 47’ | Marcatori |  |

| Arbitro: | Steen (Bergen) |

|                                          |           |               |
| Melgalvis 21’ Tagbajumi 56’ Krogstad 90’ | Marcatori | 29’ Hou Sæter |

## Statistiche

### Statistiche di squadra
| Competizione       | Punti | In casa | In casa | In casa | In casa | In casa | In casa | In trasferta | In trasferta | In trasferta | In trasferta | In trasferta | In trasferta | Totale | Totale | Totale | Totale | Totale | Totale | DR  |
| Competizione       | Punti | G       | V       | N       | P       | Gf      | Gs      | G            | V            | N            | P            | Gf           | Gs           | G      | V      | N      | P      | Gf     | Gs     | DR  |
| ------------------ | ----- | ------- | ------- | ------- | ------- | ------- | ------- | ------------ | ------------ | ------------ | ------------ | ------------ | ------------ | ------ | ------ | ------ | ------ | ------ | ------ | --- |
| Eliteserien        | 39    | 15      | 6       | 3       | 6       | 24      | 25      | 15           | 4            | 6            | 5            | 22           | 25           | 30     | 10     | 9      | 11     | 46     | 50     | -4  |
| Norgesmesterskapet | -     | 1       | 1       | 0       | 0       | 3       | 0       | 4            | 3            | 0            | 1            | 19           | 4            | 5      | 4      | 0      | 1      | 22     | 4      | +18 |
| Totale             | -     | 16      | 7       | 3       | 6       | 27      | 25      | 19           | 7            | 6            | 6            | 41           | 29           | 35     | 14     | 9      | 12     | 68     | 54     | +14 |

### Andamento in campionato
| Giornata  | 1 | 2  | 3 | 4 | 5 | 6 | 7 | 8 | 9 | 10 | 11 | 12 | 13 | 14 | 15 | 16 | 17 | 18 | 19 | 20 | 21 | 22 | 23 | 24 | 25 | 26 | 27 | 28 | 29 | 30 |
| --------- | - | -- | - | - | - | - | - | - | - | -- | -- | -- | -- | -- | -- | -- | -- | -- | -- | -- | -- | -- | -- | -- | -- | -- | -- | -- | -- | -- |
| Luogo     | C | T  | C | C | T | C | T | C | T | C  | T  | C  | T  | C  | T  | C  | T  | C  | T  | C  | T  | C  | T  | C  | T  | C  | T  | T  | C  | T  |
| Risultato | V | P  | V | V | V | P | N | N | V | N  | P  | P  | P  | P  | V  | V  | N  | P  | N  | V  | N  | P  | P  | V  | N  | P  | N  | V  | N  | P  |
| Posizione | 3 | 10 | 5 | 4 | 3 | 3 | 3 | 5 | 5 | 4  | 5  | 6  | 9  | 10 | 9  | 6  | 7  | 8  | 8  | 6  | 7  | 8  | 10 | 9  | 8  | 9  | 9  | 8  | 7  | 9  |

Fonte:  Eliteserien 2017, su altomfotball.no, Altomfotball. URL consultato il 25 gennaio 2017 (archiviato dall'url originale il 2 febbraio 2017).
Legenda:

Luogo: C = Casa; T = Trasferta. Risultato: V = Vittoria; N = Pareggio; P = Sconfitta.

### Statistiche dei giocatori
| Giocatore         | Eliteserien | Eliteserien | Eliteserien | Eliteserien | Norgesmesterskapet | Norgesmesterskapet | Norgesmesterskapet | Norgesmesterskapet | Coppe europee | Coppe europee | Coppe europee | Coppe europee | Altre coppe | Altre coppe | Altre coppe | Altre coppe | Totale   | Totale | Totale      | Totale     |
| Giocatore         | Presenze    | Reti        | Ammonizioni | Espulsioni  | Presenze           | Reti               | Ammonizioni        | Espulsioni         | Presenze      | Reti          | Ammonizioni   | Espulsioni    | Presenze    | Reti        | Ammonizioni | Espulsioni  | Presenze | Reti   | Ammonizioni | Espulsioni |
| ----------------- | ----------- | ----------- | ----------- | ----------- | ------------------ | ------------------ | ------------------ | ------------------ | ------------- | ------------- | ------------- | ------------- | ----------- | ----------- | ----------- | ----------- | -------- | ------ | ----------- | ---------- |
| J. Alvbåge        | 8           | -9          | 0           | 0           | 0                  | -0                 | 0                  | 0                  |               |               |               |               |             |             |             |             | 8        | -9     | 0           | 0          |
| E. Ba             | 11          | 0           | 3           | 0           | 1                  | 1                  | 1                  | 0                  |               |               |               |               |             |             |             |             | 12       | 1      | 4           | 0          |
| E. Bohinen        | 3           | 0           | 0           | 0           | 3                  | 0                  | 0                  | 0                  |               |               |               |               |             |             |             |             | 6        | 0      | 0           | 0          |
| F. Boli           | 10          | 4           | 0           | 0           | 1                  | 0                  | 0                  | 0                  |               |               |               |               |             |             |             |             | 11       | 4      | 0           | 0          |
| T. Børkeeiet      | 0           | 0           | 0           | 0           | 0                  | 0                  | 0                  | 0                  |               |               |               |               |             |             |             |             | 0        | 0      | 0           | 0          |
| T. Brochmann      | 30          | 8           | 2           | 0           | 1                  | 1                  | 0                  | 0                  |               |               |               |               |             |             |             |             | 31       | 9      | 2           | 0          |
| O. Brynhildsen    | 5           | 2           | 0           | 0           | 2                  | 0                  | 1                  | 0                  |               |               |               |               |             |             |             |             | 7        | 2      | 1           | 0          |
| A. El Amrani      | 8           | 0           | 1           | 0           | 2                  | 0                  | 0                  | 0                  |               |               |               |               |             |             |             |             | 10       | 0      | 1           | 0          |
| D. Granli         | 14          | 0           | 1           | 0           | 5                  | 0                  | 0                  | 0                  |               |               |               |               |             |             |             |             | 19       | 0      | 1           | 0          |
| R. Gyasi          | 17          | 1           | 2           | 0           | 3                  | 1                  | 0                  | 0                  |               |               |               |               |             |             |             |             | 20       | 2      | 2           | 0          |
| A. Hanche-Olsen   | 28          | 1           | 2           | 1           | 5                  | 0                  | 1                  | 1                  |               |               |               |               |             |             |             |             | 33       | 1      | 3           | 2          |
| R. Hernández      | 9           | 0           | 3           | 0           | 0                  | 0                  | 0                  | 0                  |               |               |               |               |             |             |             |             | 9        | 0      | 3           | 0          |
| J. Hou Sæter      | 9           | 1           | 1           | 0           | 2                  | 1                  | 0                  | 0                  |               |               |               |               |             |             |             |             | 11       | 2      | 1           | 0          |
| A. Johansen       | 0           | 0           | 0           | 0           | 0                  | 0                  | 0                  | 0                  |               |               |               |               |             |             |             |             | 0        | 0      | 0           | 0          |
| L. Kassi          | 21          | 4           | 4           | 0           | 5                  | 2                  | 0                  | 0                  |               |               |               |               |             |             |             |             | 26       | 6      | 4           | 0          |
| O. Løken          | 0           | 0           | 0           | 0           | 0                  | 0                  | 0                  | 0                  |               |               |               |               |             |             |             |             | 0        | 0      | 0           | 0          |
| T. Lumanza        | 28          | 2           | 3           | 0           | 4                  | 1                  | 1                  | 0                  |               |               |               |               |             |             |             |             | 32       | 3      | 4           | 0          |
| S. Mauritz-Hansen | 4           | 0           | 0           | 0           | 3                  | 6                  | 0                  | 0                  |               |               |               |               |             |             |             |             | 7        | 6      | 0           | 0          |
| J. Moe            | 26          | 0           | 5           | 0           | 2                  | 0                  | 0                  | 0                  |               |               |               |               |             |             |             |             | 28       | 0      | 5           | 0          |
| A. Nimely         | 13          | 2           | 1           | 0           | 3                  | 3                  | 1                  | 0                  |               |               |               |               |             |             |             |             | 16       | 5      | 2           | 0          |
| M. Njie           | 22          | 1           | 2           | 0           | 3                  | 2                  | 0                  | 0                  |               |               |               |               |             |             |             |             | 25       | 3      | 2           | 0          |
| T. Ødegård        | 0           | 0           | 0           | 0           | 0                  | 0                  | 0                  | 0                  |               |               |               |               |             |             |             |             | 0        | 0      | 0           | 0          |
| O. Omoijuanfo     | 27          | 17          | 4           | 0           | 4                  | 2                  | 0                  | 0                  |               |               |               |               |             |             |             |             | 31       | 19     | 4           | 0          |
| M. Østvold        | 0           | 0           | 0           | 0           | 0                  | 0                  | 0                  | 0                  |               |               |               |               |             |             |             |             | 0        | 0      | 0           | 0          |
| S. Pedersen       | 2           | 0           | 0           | 0           | 1                  | 0                  | 0                  | 0                  |               |               |               |               |             |             |             |             | 3        | 0      | 0           | 0          |
| M. Renå Olsen     | 2           | 0           | 0           | 1           | 3                  | 0                  | 0                  | 0                  |               |               |               |               |             |             |             |             | 5        | 0      | 0           | 1          |
| R. Rubin          | 7           | 0           | 0           | 0           | 1                  | 0                  | 0                  | 0                  |               |               |               |               |             |             |             |             | 8        | 0      | 0           | 0          |
| M. Sayouba        | 21          | -34         | 1           | 0           | 3                  | -4                 | 0                  | 0                  |               |               |               |               |             |             |             |             | 24       | -38    | 1           | 0          |
| G. Singh Sandhu   | 2           | -7          | 0           | 0           | 2                  | -0                 | 0                  | 0                  |               |               |               |               |             |             |             |             | 4        | -7     | 0           | 0          |
| M. Skjønsberg     | 30          | 1           | 1           | 0           | 2                  | 0                  | 0                  | 0                  |               |               |               |               |             |             |             |             | 32       | 1      | 1           | 0          |
| M. Skogseid       | 23          | 2           | 1           | 0           | 4                  | 0                  | 0                  | 0                  |               |               |               |               |             |             |             |             | 27       | 2      | 1           | 0          |
| H. Tao            | 1           | 0           | 1           | 0           | 0                  | 0                  | 0                  | 0                  |               |               |               |               |             |             |             |             | 1        | 0      | 1           | 0          |
| J. Tredal         | 0           | -0          | 0           | 0           | 0                  | -0                 | 0                  | 0                  |               |               |               |               |             |             |             |             | 0        | 0      | 0           | 0          |
| H. Vetlesen       | 26          | 0           | 5           | 0           | 5                  | 0                  | 0                  | 0                  |               |               |               |               |             |             |             |             | 31       | 0      | 5           | 0          |